# Ochetorhynchus melanurus
La  chiricoca (Ochetorhynchus melanurus), también denominada garganta blanca o tapaculo de la cordillera, es una especie de ave paseriforme perteneciente al género Ochetorhynchus de la familia Furnariidae, situada tradicionalmente en el género Eremobius. Es endémica de Chile.

## Distribución y hábitat
Se distribuye desde el centro norte de Chile, en Huasco en el sur de la Región de Atacama hasta el centro, en Colchagua en la Región de O'Higgins.
Esta especie es considerada poco común y local en su hábitat natural, las laderas andinas rocosas escarpadas y alrededor de despeñaderos, entre los 1200 y 2500 m de altitud.

## Sistemática

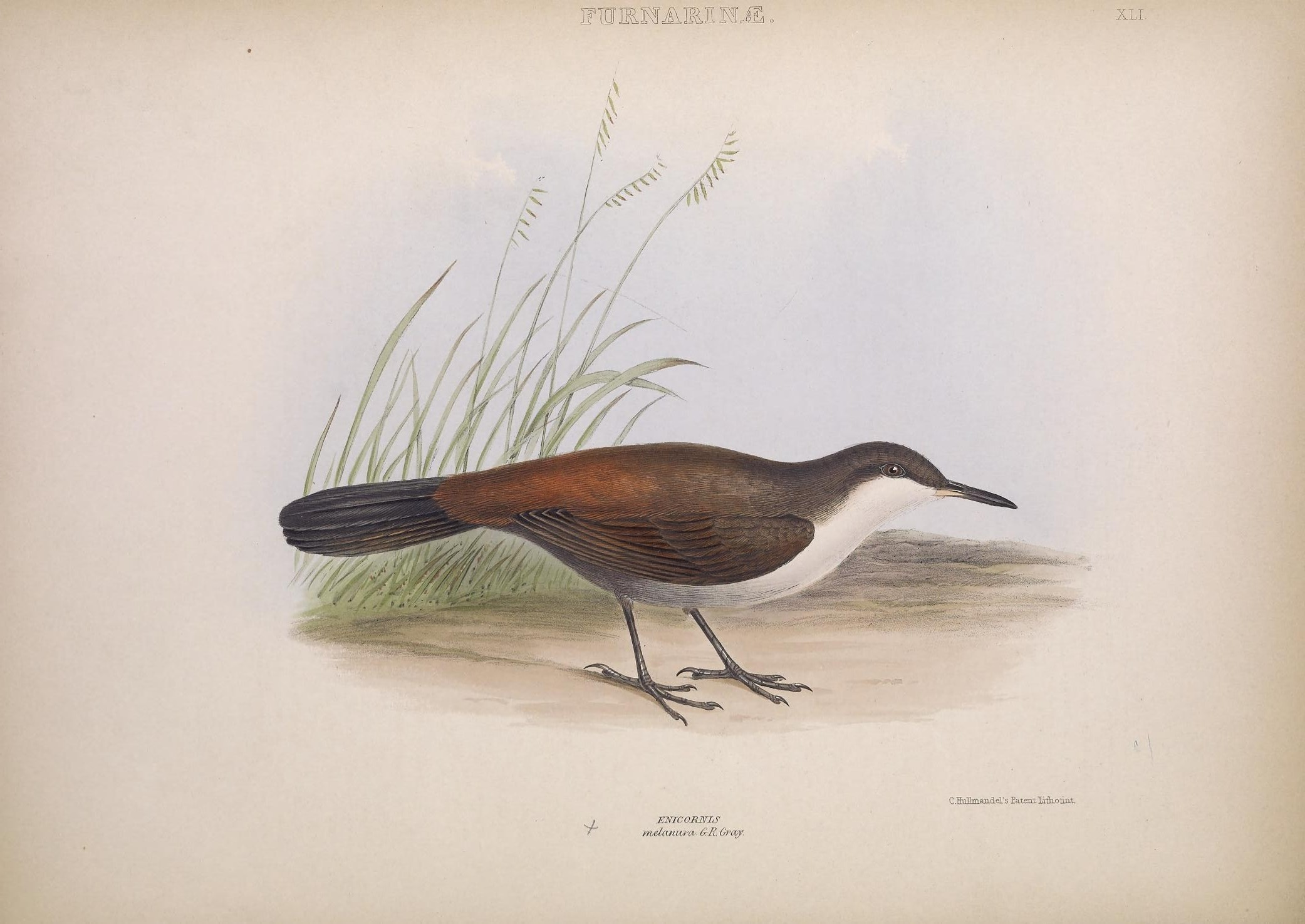
Ochetorhynchus melanurus, ilustración en G.R. Gray, The Genera of Birds, 1849

### Descripción original
La especie O. melanurus fue descrita por primera vez por el ornitólogo británico George Robert Gray en 1846 bajo el nombre científico Enicornis melanura; su localidad tipo no fue definida y se acepta: «Chile».

### Etimología
El nombre genérico masculino «Ochetorhynchus» deriva del griego «okhetos»: canal, conducto, surco; y «rhunkhos»: pico; significando «con surco en el pico»; y el nombre de la especie «melanurus», proviene del griego «melanos»: negro  y «oura»: de cola; significando «de cola negra».

### Taxonomía
La presente especie era anteriormente colocada en un género monotípico Chilia. Los estudios de  Chesser et al (2007) y Fjeldså et al (2007) encontraron que la especie entonces llamada Eremobius phoenicurus estaba hermanada con la entonces llamada Upucerthia ruficaudus. Se recomendó la resurrección de Ochetorhynchus para ruficaudus (y andaecola) y que Eremobius y la entonces Chilia melanura fueran también incluidos. La Propuesta N° 324 al Comité de Clasificación de Sudamérica aprobó el restablecimento del género. Trabajos posteriores de Derryberry et al (2011) corroboraron los tratamientos taxonómicos expuestos y encontraron que la presente especie es hermana al par formado por Ochetorhynchus ruficaudus y O. phoenicurus.

### Subespecies
Actualmente se reconocen dos subespecies, con su correspondiente distribución geográfica:
- Ochetorhynchus melanurus atacamae (Hellmayr, 1925), que habita en el norte central de Chile (Huasco, en el sur de Atacama, hasta Coquimbo).
- Ochetorhynchus melanurus melanurus (Gray, 1846), que habita en el centro de Chile (Aconcagua, en Valparaíso, hacia el sur hasta Colchagua, en O'Higgins).